# 袁红梅
袁红梅（1966年—），四川营山人，汉族，中华人民共和国政治人物、第十二届全国人民代表大会河北地区代表。
毕业于保定市中山业余文史学院，加入中国共产党。2013年，被选为全国人大代表。2018年2月24日，当选为第十三届全国人大代表。